# 全国高等学校バレーボール選抜優勝大会
全国高等学校バレーボール選抜優勝大会（ぜんこくこうとうがっこうバレーボールせんばつゆうしょうたいかい）は、1970年から2010年までの41年間にわたり行われた高校バレーボールの大会。
「若さでアタック！春の高校バレー」というサブタイトルを大会名冒頭につけていたため、一般には「春の高校バレー」、「春高バレー」、またごくわずかながら「バレーの甲子園」と呼ばれていた。この全国高等学校バレーボール選抜優勝大会（現称：全日本バレーボール高等学校選手権大会）は、インターハイ、国体と並ぶ高校バレーボールにとって重要な位置づけにある大会とされ数多くの日本代表選手を輩出する日本代表への登竜門とも云われた。

## 概要
大会は多少の変動があったものの、概ね開催期間を春休みの3月20日から3月26日まで1週間とし、会場は原則として東京都渋谷区の国立代々木第1体育館を使っていた。過去には青山学院大学記念体育館や東京体育館（初期のころは東京都体育館が主会場だった時代あり）、駒沢屋内球技場をサブ会場としていた時期があったほか、2007年は代々木がアスベスト除去工事の関係上、インターハイリハーサルを兼ねてさいたまスーパーアリーナで行った。
全国大会への出場権は、当初地域ブロック単位の24校だったものの第3回から31校(東京は2校)、第7回から北海道が2校となり、32校に、第20回から各県代表に東京都は3校の51校、第25回から神奈川、大阪も2校になり、前年優勝校（地区予選免除）と地方大会で勝ち上がった学校の男女53校ずつ、計106校へ与えられた。地方大会は毎年1月から2月にかけて開催され、原則各都道府県1校ずつであったが、面積規模や高校数などを考慮し、東京都は（2校＋開催地枠により）3校、大阪府、神奈川県、北海道は各2校とされた。北海道は南北地域代表、ほか3都府県は第1代表・第2代表であった。ただし、2007年の大会については特例で埼玉県にも「開催地代表」として県大会の準優勝校に出場権が与えられたため、54チームずつ（合計108校）としたことがある。
抽選会は3月初めに行われ、フジテレビが本社を移転してからは台場本社で行われた。最初に前回優勝校が第1シード、他の強豪3校が第2～4シード、東京都大会優勝校が第5シードとそれぞれ配置され2回戦から緒戦を行い、次に残りの代表校の抽選が行われた。但し、同地区で3校出場の東京都代表校同士は準決勝以降、2校出場の大阪、神奈川、北海道（及び2007年のみ埼玉県も）代表校同士、さらに前回優勝校と同地区代表校とはそれぞれ反対ブロックに配置され、前回優勝校が大阪府・神奈川県・北海道の場合は、同地区で3校出場となるため前述の東京都代表校と同じ扱いとした。
試合は地方大会、全国大会通じてトーナメント方式。3回戦までは3面、準々決勝は2面のコート（準々決勝日もコートは3面設置されているが、中央部のコートは使用せずシートでかぶせる）で同時に行われたが、準決勝と決勝戦はアリーナ全体をセンターコートにし1面のみで競技が行われた。それに伴い試合セット数も準々決勝までは3セット制（2セット先取）、準決勝と決勝戦は5セット制（3セット先取）であった。
優勝校には優勝カップと、コカ・コーラ社の賞品が副賞として贈呈された。また女子の優勝校には当該年の黒鷲旗全日本男女選抜バレーボール大会の出場権が与えられた。

### 主催者等
- 主催：日本バレーボール協会、全国高等学校体育連盟、産業経済新聞社、フジテレビジョン、フジネットワーク
- 後援：文部科学省、文化放送、ニッポン放送
- 特別協賛：日本コカ・コーラ（公式飲料としてAQUARIUSを提供）

### 新春高バレーへ
春高バレーは3月開催であるゆえ、3年生は既に高校を卒業して進学や就職を控えているため、大会に出場することができなかった。この影響もあり、卒業を控えた3年生の中には実業団等でプレーを続ける者が特に女子では少なくなく、インターハイまたは国体後にブランクが生じることで競技勘が鈍る（Vリーグの内定選手制度活用により入社前の1月から競技を行い、ブランクを少なくすることも可能ではある）のが問題になったことなどから、そうした選手がモチベーションを維持するためにも3年生が出られる大会新設を望む声が高まった。これを受け関係諸団体は、1月に開催する新たな選手権大会を作ることを決めた。なお、長年親しまれてきた「春高バレー」の愛称は継続され、1月の選手権大会に受け継がれた。変更内容は次のとおり。
1. 正式名称を全日本バレーボール高等学校選手権大会に改める。[1]
2. 開催時期をこれまでの3月から1月に変更し、開催期間を5日間に短縮。
3. 出場校は現行の53校から52校に1校削減（前回優勝校枠は廃止される）。
4. 開催会場を東京体育館に変更。[2]
5. 3月開催では日程の都合上卒業式を迎えた後での開催になるため、出場することが出来なかった3年生を出場出来るようにする。[3]
6. 特別協賛社をジャパネットたかたに変更。[4]

## 競技日程
最晩期のもの。男女共通。
- 3月20日 - 開会式・1回戦
- 3月21日 - 1回戦・2回戦
- 3月22日 - 2回戦
- 3月23日 - 3回戦
- 3月24日 - 準々決勝
- 3月25日 - 準決勝
- 3月26日 - 決勝戦・閉会式

なお1995年3月20日、第26回大会初日に地下鉄サリン事件が発生したがそのまま実施された。
参考：32校時代(1988年)
- 3月21日 - 開会式・1回戦
- 3月22日 - 2回戦
- 3月23日 - 準々決勝
- 3月24日- 準決勝
- 3月25日 - 決勝戦・閉会式

それまで3月下旬〜4月上旬であったが、選抜高校野球の日程を避けるため、1985年から3/21〜25に固定。

## 歴史

### 創設まで
本大会が始まるまで、高校バレー全国大会は夏のインターハイと秋の国体のみであり、高校選手の強化面で問題があった。
1967年7月に、全国大会は年2回までとしてきた文部省（当時）の規制が緩和されたこともあり、日本バレーボール協会の前田豊副会長と松平康隆副理事長（当時）が新大会創設に奔走した。フジサンケイグループの高校野球のようなアマチュアスポーツ事業を展開したいとの考えとも一致し1969年9月、フジテレビの鹿内信隆社長と前田との初会合を経て、準備期間わずか半年で本大会をスタートさせることになった。

### 年表
- 1970年 - 3月24日から3月29日の日程で第1回大会が開催された。試合会場は準決勝までが東京体育館、決勝が駒沢室内球技場。出場枠は日本全国を23の地区に分けて、東京地区からは男女2校ずつ、その他の地区からは男女1校ずつの、計48校であった。予選リーグの後、ベスト8によるトーナメント方式。開会式では、鹿内信隆による始球式が行われた。
- 1972年 - この大会から男女各31校ずつ計62校。予選リーグ廃止でトーナメント方式一貫となる。
- 1974年 - 女子・八王子実践高校が大会初の連覇をした。
- 1976年 - 北海道が南北代表制となり出場校は男女各32校ずつ計64校。大会史上初めての男女とも同一の都道府県代表が優勝した。
- 1979年 - 男子・藤沢商業高校が男子大会初の連覇をした。
- 1980年 - 男子・藤沢商業高校が連続優勝記録を3に伸ばした（史上初の3連覇）。
- 1982年 - 男子・藤沢商業が史上最多の4回目の優勝をした。
- 1983年 - 7年振り・史上2度目の同一都道府県代表による優勝を果たした。
- 1986年 - 男子・藤沢商業高校が史上最多の5回目の優勝。女子・古川商業高校が女子大会では第4・5回の八王子実践以来12年ぶり2校目の連覇達成をした。
- 1989年 - この大会から1府県1代表制となり男女各51校ずつ計102校となる。
- 1993年 - 新人賞が新設される。女子・八王子実践高校が男子・藤沢商業高校に並ぶ女子史上最多の5回目の優勝を果たした。
- 1994年 - この大会から、大阪府・神奈川県の代表校は各2校となり男女各53校ずつ計106校となる。
- 1997年 - 男子・鎮西高校が連覇をした。連覇達成は第16・17回の女子・古川商業以来、11年ぶり。男子としては藤沢商業高校以来、17年ぶり2校目。
- 1998年 - 女子・四天王寺高校が、第16・17回の古川商業高校以来、12年ぶり3校目の連覇達成。
- 1999年 - 男子・岡谷工業高校が男子大会として2年ぶり史上3校目の連覇達成。
- 2000年 - 男子・岡谷工業高校が20年ぶり史上2校目、公立校では初の3連覇を達成した。ラリーポイント制導入。
- 2002年 - 女子の決勝はメグ・栗原恵（三田尻女子）VSカナ・大山加奈（成徳学園）の対決で話題になった。
- 2003年 - 女子大会で東京の成徳学園が、第28・29回の四天王寺以来、5年ぶり4校目の連覇達成
- 2004年 - 21年振り史上3回目の同一都道府県代表校による優勝。同一市町村（佐世保市）での優勝は初。
- 2006年 - 男子・深谷高校が男子大会としては7年ぶり史上4校目の連覇達成。
- 2007年 - この年は、全国大会会場の代々木第一体育館がアスベスト除去工事のため、さいたまスーパーアリーナを主会場にした（いわゆる2008年高校総体リハーサル大会になる）。それに伴い、埼玉代表校は開催地枠により従来の1校から2校に増える（男子は深谷高校の前回優勝枠で実質3校）。また東京都代表校は従来の3校のまま維持され、出場校は男女54校ずつ計108校に。競技日程は通常より一日繰り上げ、3月19日から25日まで行われた。
  - さいたまスーパーアリーナにおける大会は2007年のみで、2008年以降は再び代々木第一体育館で行う。出場校も男女53校ずつ計106校に戻る。
- 2008年 - 男子・東亜学園高校が2年ぶり史上5校目の連覇達成。
- 2009年 - 女子・東九州龍谷が、第33・34回の成徳学園以来6年ぶり史上5校目の連覇達成。
- 2010年 - 3月開催の最終回。新大会移行に向けた措置として、北海道代表校は、従来南北に地区を分けていたものを1つに統合、神奈川や大阪同様男女とも優勝校と準優勝校の各2校が出場権を得た。また、女子・東九州龍谷が女子大会として史上初の3連覇達成。

## FNS春高バレーコーチングキャラバン

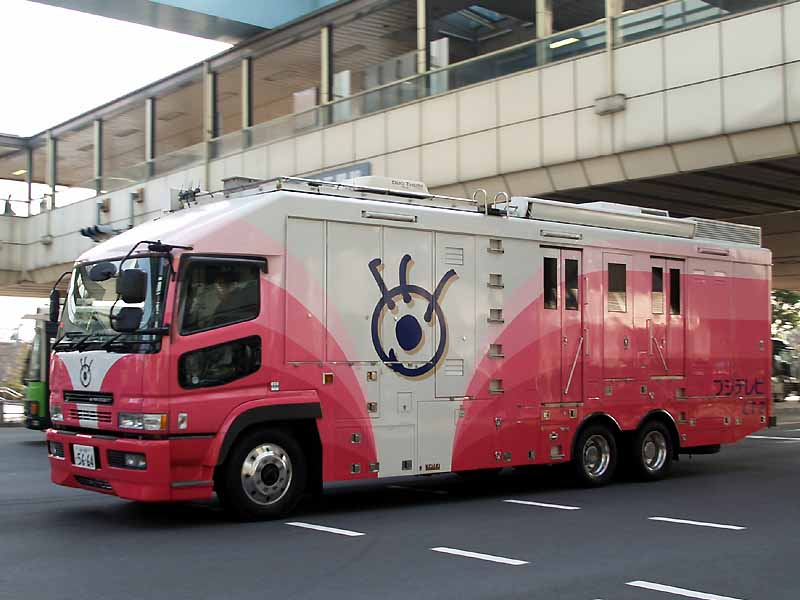
馬運車を改造し、逆さ富士のデザインをあしらった最新のフジテレビ中継車

春高バレーコーチングキャラバンは、全日本経験者のコーチを全国大会出場をめざす高校に派遣し指導するとともにバレーボールのブームアップを行うプロジェクトのことである。馬運車を改造した最新の中継車を先頭に、フジテレビの取材・中継車が幌馬車（幌つきコーチ）隊のように、キャラバンを組んで取材に入ることに掛けて名づけられた。
原則、フジテレビ系列局のある都道府県の高校が対象だが第2回から山梨県の高校にも派遣されている。この企画は2001-2002年シーズンからはじまった。指導の様子は、各地区担当局エリアによる地上波（FNS28社及び日本テレビ系列の山梨放送の計29作品）・フジテレビONE（CS放送）・BSフジ（2009年を除く）で放送される。
2012年からは「バレーボールコーチングキャラバン」（略称コチキャラ）を開始した。全日本経験者のコーチを高校に派遣し指導する他に対象の高校生が地元の小中学生を対象に練習会を行う。

## 結果

### 男子
| 回 | 年     | 優勝校             | 準優勝校             | ベスト4校            | ベスト4校            |
| -- | ------ | ------------------ | -------------------- | -------------------- | -------------------- |
| 1  | 1970年 | 中大付（東京）     | 崇徳（広島）         | 大商大付（大阪）     | 鹿児島玉龍（鹿児島） |
| 2  | 1971年 | 大商大付（大阪）   | 日大山形（山形）     | 崇徳（広島）         | 鳥取工（鳥取）       |
| 3  | 1972年 | 崇徳（広島）       | 大商大付（大阪）     | 釧路工（北海道）     | 鹿児島玉龍（鹿児島） |
| 4  | 1973年 | 大商大付（大阪）   | 崇徳（広島）         | 宇部商（山口）       | 博多（福岡）         |
| 5  | 1974年 | 古河一（茨城）     | 直方（福岡）         | 大商大付（大阪）     | 崇徳（広島）         |
| 6  | 1975年 | 崇徳（広島）       | 藤沢商（神奈川）     | 駒大高（東京）       | 大商大付（大阪）     |
| 7  | 1976年 | 大商大付（大阪）   | 崇徳（広島）         | 弘前工（青森）       | 中大付（東京）       |
| 8  | 1977年 | 弘前工（青森）     | 都城工（宮崎）       | 大商大付（大阪）     | 直方（福岡）         |
| 9  | 1978年 | 藤沢商（神奈川）   | 大商大付（大阪）     | 東洋（東京）         | 高知商（高知）       |
| 10 | 1979年 | 藤沢商（神奈川）   | 大商大付（大阪）     | 東海大四（北海道）   | 深谷（埼玉）         |
| 11 | 1980年 | 藤沢商（神奈川）   | 習志野（千葉）       | 弘前工（青森）       | 岐南工（岐阜）       |
| 12 | 1981年 | 弘前工（青森）     | 大商大付（大阪）     | 藤嶺藤沢（神奈川）   | 長浜商工（滋賀）     |
| 13 | 1982年 | 藤沢商（神奈川）   | 東洋（東京）         | 東海大四（北海道）   | 延岡工（宮崎）       |
| 14 | 1983年 | 東亜学園（東京）   | 直方（福岡）         | 弘前工（青森）       | 浜松湖東（静岡）     |
| 15 | 1984年 | 崇徳（広島）       | 法政二（神奈川）     | 習志野（千葉）       | 高輪（東京）         |
| 16 | 1985年 | 習志野（千葉）     | 東海大四（北海道）   | 法政二（神奈川）     | 浜松西（静岡）       |
| 17 | 1986年 | 藤沢商（神奈川）   | 東海大四（北海道）   | 深谷（埼玉）         | 美里工（沖縄）       |
| 18 | 1987年 | 東海大四（北海道） | 藤沢商（神奈川）     | 花園（京都）         | 美里工（沖縄）       |
| 19 | 1988年 | 崇徳（広島）       | 社（兵庫）           | 法政二（神奈川）     | 美里工（沖縄）       |
| 20 | 1989年 | 足利工大付（栃木） | 東亜学園（東京）     | 市立船橋（千葉）     | 都城工（宮崎）       |
| 21 | 1990年 | 市立船橋（千葉）   | 東北（宮城）         | 東海大四（北海道）   | 清風（大阪）         |
| 22 | 1991年 | 花園（京都）       | 東亜学園（東京）     | 東海大四（北海道）   | 釜利谷（神奈川）     |
| 23 | 1992年 | 東海大四（北海道） | 深谷（埼玉）         | 足利工大付（栃木）   | 都城工（宮崎）       |
| 24 | 1993年 | 釜利谷（神奈川）   | 鎮西（熊本）         | 東亜学園（東京）     | 岡谷工（長野）       |
| 25 | 1994年 | 東海大四（北海道） | 東亜学園（東京）     | 岡谷工（長野）       | 大分工（大分）       |
| 26 | 1995年 | 深谷（埼玉）       | 大商大高（大阪）     | 東北（宮城）         | 日川（山梨）         |
| 27 | 1996年 | 鎮西（熊本）       | 大商大高（大阪）     | 福岡大大濠（福岡）   | 深谷（埼玉）         |
| 28 | 1997年 | 鎮西（熊本）       | 釜利谷（神奈川）     | 東海大四（北海道）   | 岡谷工（長野）       |
| 29 | 1998年 | 岡谷工（長野）     | 秦野南が丘（神奈川） | 山形南（山形）       | 西原（沖縄）         |
| 30 | 1999年 | 岡谷工（長野）     | 大商大高（大阪）     | 西原（沖縄）         | 法政二（神奈川）     |
| 31 | 2000年 | 岡谷工（長野）     | 深谷（埼玉）         | 桐生市商（群馬）     | 九州産（福岡）       |
| 32 | 2001年 | 深谷（埼玉）       | 足利工大付（栃木）   | 橘（神奈川）         | 洛陽工（京都）       |
| 33 | 2002年 | 東北（宮城）       | 岡谷工（長野）       | 雄物川（秋田）       | 深谷（埼玉）         |
| 34 | 2003年 | 岡谷工（長野）     | 鎮西（熊本）         | 市立尼崎（兵庫）     | 東北（宮城）         |
| 35 | 2004年 | 佐世保南（長崎）   | 東北（宮城）         | 鎮西（熊本）         | 東海大四（北海道）   |
| 36 | 2005年 | 深谷（埼玉）       | 東北（宮城）         | 星城（愛知）         | 別府鶴見丘（大分）   |
| 37 | 2006年 | 深谷（埼玉）       | 東北（宮城）         | 岡谷工（長野）       | 九産大九産（福岡）   |
| 38 | 2007年 | 東亜学園（東京）   | 鎮西（熊本）         | 東京学館新潟（新潟） | 東北（宮城）         |
| 39 | 2008年 | 東亜学園（東京）   | 星城（愛知）         | 姫路南（兵庫）       | 東北（宮城）         |
| 40 | 2009年 | 都城工（宮崎）     | 東福岡（福岡）       | 弥栄（神奈川）       | 東亜学園（東京）     |
| 41 | 2010年 | 東洋（東京）       | 鎮西（熊本）         | 雄物川（秋田）       | 宮崎工（宮崎）       |

### 女子
| 回 | 年     | 優勝校               | 準優勝校               | ベスト4校          | ベスト4校              |
| -- | ------ | -------------------- | ---------------------- | ------------------ | ---------------------- |
| 1  | 1970年 | 岡崎女子（愛知）     | 習志野（千葉）         | 博多女子商（福岡） | 照国（鹿児島）         |
| 2  | 1971年 | 高田（岩手）         | 角館南（秋田）         | 久喜（埼玉）       | 宇部女子（山口）       |
| 3  | 1972年 | 中津南 （大分）      | 中村（東京）           | 諏訪二葉（長野）   | 安来（島根）           |
| 4  | 1973年 | 八王子実践（東京）   | 富岡東（徳島）         | 市立尼崎（兵庫）   | 今治明徳（愛媛）       |
| 5  | 1974年 | 八王子実践（東京）   | 博多女子商 （福岡）    | 習志野（千葉）     | 臼杵（大分）           |
| 6  | 1975年 | 就実（岡山）         | 中村（東京）           | 八王子実践（東京） | 大分女子（大分）       |
| 7  | 1976年 | 泉州（大阪）         | 成安女子（京都）       | 岡崎女子（愛知）   | 博多女子商（福岡）     |
| 8  | 1977年 | 博多女子商 （福岡）  | 就実（岡山）           | 泉州（大阪）       | 大阪女子短大付（大阪） |
| 9  | 1978年 | 妹背牛商（北海道）   | 宇都宮女子商（栃木）   | 松蔭（東京）       | 中村（東京）           |
| 10 | 1979年 | 香川（山口）         | 成安女子（京都）       | 旭川実（北海道）   | 妹背牛商（北海道）     |
| 11 | 1980年 | 成安女子（京都）     | 宇都宮女子商（栃木）   | 香川（山口）       | 八王子実践（東京）     |
| 12 | 1981年 | 就実（岡山）         | 宇都宮女子商（栃木）   | 妹背牛商（北海道） | 古川商（宮城）         |
| 13 | 1982年 | 四天王寺（大阪）     | 就実（岡山）           | 古川商（宮城）     | 氷上農（兵庫）         |
| 14 | 1983年 | 八王子実践（東京）   | 氷上農（兵庫）         | 旭川実（北海道）   | 大成女子（茨城）       |
| 15 | 1984年 | 四天王寺（大阪）     | 共栄学園（東京）       | 八王子実践（東京） | 扇城（大分）           |
| 16 | 1985年 | 古川商（宮城）       | 八王子実践（東京）     | 愛泉（大阪）       | 就実（岡山）           |
| 17 | 1986年 | 古川商（宮城）       | 旭川実（北海道）       | 中村（東京）       | 氷上（兵庫）           |
| 18 | 1987年 | 扇城（大分）         | 大阪女子短大付（大阪） | 増穂商（山梨）     | 八王子実践（東京）     |
| 19 | 1988年 | 旭川実（北海道）     | 熊本信愛女学院（熊本） | 氷上（兵庫）       | 三田尻女子（山口）     |
| 20 | 1989年 | 順心女子学園（東京） | 就実（岡山）           | 古川商（宮城）     | 川越商（埼玉）         |
| 21 | 1990年 | 八王子実践（東京）   | 扇城（大分）           | 共栄学園（東京）   | 博多女子（福岡）       |
| 22 | 1991年 | 氷上（兵庫）         | 大阪女子短大付（大阪） | 八王子実践（東京） | 成安女子（京都）       |
| 23 | 1992年 | 帝国女子（大阪）     | 氷上（兵庫）           | 市立船橋（千葉）   | 九州文化学園（長崎）   |
| 24 | 1993年 | 八王子実践（東京）   | 國學院栃木（栃木）     | 淑徳学園（東京）   | 博多女子（福岡）       |
| 25 | 1994年 | 大阪国際滝井（大阪） | 九州文化学園（長崎）   | 八王子実践（東京） | 北嵯峨（京都）         |
| 26 | 1995年 | 共栄学園（東京）     | 八王子実践（東京）     | 春日部共栄（埼玉） | 淑徳学園（東京）       |
| 27 | 1996年 | 古川商（宮城）       | 熊本信愛女学院（熊本） | 成徳学園（東京）   | 奈良白藤（奈良）       |
| 28 | 1997年 | 四天王寺（大阪）     | 古川商（宮城）         | 仙台育英（宮城）   | 桐生西（群馬）         |
| 29 | 1998年 | 四天王寺（大阪）     | 古川商（宮城）         | 成徳学園（東京）   | 大阪国際滝井（大阪）   |
| 30 | 1999年 | 古川商（宮城）       | 大成女子（茨城）       | 四天王寺（大阪）   | 成徳学園（東京）       |
| 31 | 2000年 | 九州文化学園（長崎） | 八王子実践（東京）     | 古川商（宮城）     | 共栄学園（東京）       |
| 32 | 2001年 | 三田尻女子（山口）   | 九州文化学園（長崎）   | 古川商（宮城）     | 八王子実践（東京）     |
| 33 | 2002年 | 成徳学園（東京）     | 三田尻女子（山口）     | 共栄学園（東京）   | 九州文化学園（長崎）   |
| 34 | 2003年 | 成徳学園（東京）     | 文京学院大女子（東京） | 高松北（香川）     | 京都橘（京都）         |
| 35 | 2004年 | 九州文化学園（長崎） | 下北沢成徳（東京）     | 誠英（山口）       | 共栄学園（東京）       |
| 36 | 2005年 | 共栄学園（東京）     | 九州文化学園（長崎）   | 東九州龍谷（大分） | 誠英（山口）           |
| 37 | 2006年 | 東九州龍谷（大分）   | 京都橘（京都）         | 鹿屋中央（鹿児島） | 大阪国際滝井（大阪）   |
| 38 | 2007年 | 大阪国際滝井（大阪） | 東九州龍谷（大分）     | 鹿屋中央（鹿児島） | 共栄学園（東京）       |
| 39 | 2008年 | 東九州龍谷（大分）   | 古川学園（宮城）       | 誠英（山口）       | 大阪国際滝井（大阪）   |
| 40 | 2009年 | 東九州龍谷（大分）   | 古川学園（宮城）       | 八王子実践（東京） | 市立船橋（千葉）       |
| 41 | 2010年 | 東九州龍谷（大分）   | 古川学園（宮城）       | 共栄学園（東京）   | 鹿児島女子（鹿児島）   |

## 春高感動大賞
日本文化出版「月刊バレーボール」が制定している賞。インターネットによる投票で印象に残ったチームを決めて「感動大賞」を贈る。
この感動大賞はインターハイやバスケットボール・ウィンターカップでも同様に制定されている。

## 放送体制
全国大会においては、フジテレビ系列各局が中継・放送している。準決勝・決勝のみ全国ネットで放送される（準決勝までは、勝ち進んでいる場合当該地区の局は独自制作する場合がある。また、一部放送されない地域も存在する）。2006年より中継映像が全試合ハイビジョン制作になる。
- 因みにエンディングの制作テロップは　「制作：（地元テレビ局）・フジテレビ」と表示する局もある。1990年頃のテレビ新広島では、エンディングが独自制作となった地元代表試合ではフジテレビのクレジットを「フジテレビジョン」とフルネームのロゴタイプで表記していた。
- 開始初期は、系列局が地元代表を優先して中継するシステムではなく、系列全体で同一試合を放送していた[14]。また1978年のように準決勝・決勝のごく一部をプライムタイムに生中継した試合もあった。
- 過去には日中に中継（最初は午前と午後の2部構成→後に午後のみ）されていたが、2007年より一部の日程で深夜の放送を開始、2010年は全日程で実施。
- 大会期間中は放送を行うFNS各局から1-2名程度（局による）のアナウンサーが派遣され、主として地元校の試合の実況やインタビュー（1回戦～準々決勝は当該試合を実況したアナが担当）を担当する。決勝はフジテレビのアナウンサーが行う事が多い。以前は準決勝・決勝とコートサイドからベンチレポートを行っていたが、現在は男女の試合に関わらず決勝のみ行う。
- 第28回大会（1997年）は応援実況を行った、原則的に当該校エリア局のアナウンサーが1名ずつ登場しサーブ権（当時はサイドアウト制）を持った学校のアナウンサーが実況する方式をとっていた。
- 1998年から2009年まではCS・J SPORTS[15]、2010年はフジテレビONEで全国大会の全試合が放送されるようになった。2008年まで決勝戦はBSフジでも4月に放送されていた。
- J SPORTSでは、大会終了翌日あるいは数日後より1回戦から順次放送される。また、準々決勝・準決勝・決勝は同日録画放送を行う（2009年まで）。

地方予選大会においては、各地域のフジテレビ系列各局と一部の独立UHF局が地方大会決勝戦を中継・放送する。

### 主催放送局
| 担当都道府県 | 参加民放社名       | 放送系列 | 備考   |          | 担当都道府県       | 参加民放社名   | 放送系列 | 備考 |
| ------------ | ------------------ | -------- | ------ | -------- | ------------------ | -------------- | -------- | ---- |
| 東京都       | フジテレビ         | FNS      | 主幹局 |          | 大阪府             | 関西テレビ     | FNS      |      |
| 茨城県       | フジテレビ         | FNS      | 主幹局 | 滋賀県   |                    | 関西テレビ     | FNS      |      |
| 栃木県       | フジテレビ         | FNS      | 主幹局 | 京都府   |                    | 関西テレビ     | FNS      |      |
| 群馬県       | フジテレビ         | FNS      | 主幹局 | 奈良県   |                    | 関西テレビ     | FNS      |      |
| 埼玉県       | フジテレビ         | FNS      | 主幹局 | 和歌山県 |                    | 関西テレビ     | FNS      |      |
| 千葉県       | フジテレビ         | FNS      | 主幹局 | 兵庫県   |                    | 関西テレビ     | FNS      |      |
| 神奈川県     | フジテレビ         | FNS      | 主幹局 | 鳥取県   | 山陰中央テレビ     |                | FNS      |      |
| 北海道       | 北海道文化放送     | FNS      |        | 島根県   | 山陰中央テレビ     |                | FNS      |      |
| 岩手県       | 岩手めんこいテレビ | FNS      |        | 広島県   | テレビ新広島       |                | FNS      |      |
| 宮城県       | 仙台放送           | FNS      |        | 岡山県   | 岡山放送           | [ 16 ]         | FNS      |      |
| 秋田県       | 秋田テレビ         | FNS      |        | 香川県   | 岡山放送           | [ 16 ]         | FNS      |      |
| 山形県       | さくらんぼテレビ   | FNS      |        | 愛媛県   | テレビ愛媛         |                | FNS      |      |
| 福島県       | 福島テレビ         | FNS      |        | 高知県   | 高知さんさんテレビ |                | FNS      |      |
| 新潟県       | 新潟総合テレビ     | FNS      |        | 福岡県   | テレビ西日本       |                | FNS      |      |
| 長野県       | 長野放送           | FNS      |        | 佐賀県   | サガテレビ         |                | FNS      |      |
| 静岡県       | テレビ静岡         | FNS      |        | 長崎県   | テレビ長崎         |                | FNS      |      |
| 愛知県       | 東海テレビ         | FNS      |        | 熊本県   | テレビ熊本         |                | FNS      |      |
| 岐阜県       | 東海テレビ         | FNS      |        | 鹿児島県 | 鹿児島テレビ       |                | FNS      |      |
| 三重県       | 東海テレビ         | FNS      |        | 沖縄県   | 沖縄テレビ         |                | FNS      |      |
| 富山県       | 富山テレビ         | FNS      |        | 大分県   | テレビ大分         | FNS／NNS       |          |      |
| 石川県       | 石川テレビ         | FNS      |        | 宮崎県   | テレビ宮崎         | FNS／NNN ／ANN |          |      |
| 福井県       | 福井テレビ         | FNS      |        |          |                    |                |          |      |

### 中継を行うその他の放送局
| 担当都道府県 | 参加民放社名 | 放送系列 | 備考                                                                             |          | 担当都道府県 | 参加民放社名 | 放送系列                 | 備考 |  |  |
| ------------ | ------------ | -------- | -------------------------------------------------------------------------------- | -------- | ------------ | ------------ | ------------------------ | ---- |  |  |
| 青森県       | 青森放送     | NNS      |                                                                                  |          | 山梨県       | 山梨放送     | NNS                      |      |  |  |
| 栃木県       | とちぎテレビ | 独立U協  | 県大会決勝のみ 自社のスタッフで制作した場合も、 名目上フジテレビとの共同制作扱い | 京都府   | KBS京都      | 独立U協      | 関西テレビ制作の物を放送 |      |  |  |
| 群馬県       | 群馬テレビ   | 独立U協  | 県大会決勝のみ 自社のスタッフで制作した場合も、 名目上フジテレビとの共同制作扱い | 和歌山県 | テレビ和歌山 | 独立U協      | 関西テレビ制作の物を放送 |      |  |  |
| 埼玉県       | テレビ埼玉   | 独立U協  | 県大会決勝のみ 自社のスタッフで制作した場合も、 名目上フジテレビとの共同制作扱い | 滋賀県   | びわ湖放送   | 独立U協      | 関西テレビ制作の物を放送 |      |  |  |
| 千葉県       | 千葉テレビ   | 独立U協  | 県大会決勝のみ 自社のスタッフで制作した場合も、 名目上フジテレビとの共同制作扱い | 山口県   | テレビ山口   | JNN          | 以前はFNS加盟            |      |  |  |
| 神奈川県     | テレビ神奈川 | 独立U協  | 県大会決勝のみ 自社のスタッフで制作した場合も、 名目上フジテレビとの共同制作扱い | 徳島県   | 四国放送     | NNS          |                          |      |  |  |

### 過去の参加放送局
| 担当都道府県 | 民放社名       | 中継終了年次 | 引き継いだ社名     | 備考 |
| ------------ | -------------- | ------------ | ------------------ | --- |
| 青森県       | 青森テレビ     | 1980年代初期 | 青森放送           | 番組編成上の都合で移行 |
| 岩手県       | IBC岩手放送    | -            | 岩手めんこいテレビ | 系列局開局による移行 |
| 山形県       | 山形テレビ     | -            | テレビユー山形     | FNS脱退で主催参加と中継を終了 |
| 山形県       | テレビユー山形 | -            | さくらんぼテレビ   | 系列局開局による移行 |
| 広島県       | 広島テレビ放送 | 1975年       | テレビ新広島       | 参加時はNNS・FNSクロスネットだったが、 NNS番組との兼ね合いで放送は少なく、 1971年は放送がなかった クロスネット最終年の1975年は 男子決勝戦を1日遅れで放送した一方 女子の決勝は放送しなかった →系列局開局による移行 |
| 山口県       | 山口放送       | -            | テレビ山口         | テレビ山口のテレビ朝日系脱退 （番組購入は継続） →山口放送への移行に伴う |
| 高知県       | 高知放送       | -            | 高知さんさんテレビ | 系列局開局による移行 |

九州各県の中継参加各局は、テレビ長崎を除いて日本テレビ系・フジテレビ系・NETテレビ→テレビ朝日系の3系列（テレビ長崎のみ日テレ・フジの2系列）に加盟し開局したが、いずれもフジテレビの番組を軸に編成を組んでいたことや、日本テレビが高校サッカー中継の開始当初、各地の系列局がラテ兼営VHF第1局でない、あるいはクロスネット局である場合に、TBS系列局へ優先的にネットさせたことなどから、高校生球技4大大会〈野球・サッカー・ラグビー・バレーボール〉はこの大会のみを放送し、日本テレビの高校サッカーとNET→テレビ朝日（朝日放送テレビ・ネットチェンジ後の1975年から〉の夏の高校野球選手権（鹿児島のみ鹿児島放送の開局まで鹿児島テレビが担当し『熱闘甲子園』も放送した）は県大会も含めてTBS系ラテ兼営VHF第1局で放送していた。いわゆる「平成新局」が誕生せず、TBS系ラテ兼営VHF第1局（宮崎放送）+フジテレビ系がメインの3系列クロスネットのUHF第2局〈テレビ宮崎〉の組み合わせが生き残った宮崎県は、現在も宮崎放送が野球・サッカー（日本テレビ系列の男子・TBS系列の女子決勝とも）・ラグビーを担当し、テレビ宮崎はバレーボールだけを中継している（バスケットボールは決勝戦のみかつテレビ朝日系列フルネット局のみの放送であることや、地上波中継の定例化後に宮崎県代表が決勝に進出した実績がないことから、どちらの局でも放送されていない）。

## テーマ曲
フジテレビは長年バレーボール中継に携わっているが、1995年秋のワールドカップ以降はジャニーズ事務所の新グループのお披露目・プロモーションの場を兼ねるようになっており、当大会でもそのグループ（グループ内ユニットを含む）の楽曲を次のワールドカップ開催年まで使用するのが慣例となっている（慣例が定着し切れていなかった1997年と、2005年バレーボール・ワールドグランプリ中継におけるNEWSメンバーとフジ女性アナ〈いずれも当時〉による不祥事の影響があった2006年は除く）。
1992年までの2曲は既発売の楽曲を使用した。
- 1990年～1991年 - Brand-New Way／永井真理子（1988年発売のアルバム『元気予報』に収録・その後シングルカット）
- 1992年 - Goin' Back To 1981／スターダストレビュー（アルバム『Brightest!』に収録）
  - 読売テレビ『超近未来遭遇!! どーなるスコープ』でもテーマ曲として使われた。

ここから基本的にタイアップとなる。
- 1993年 - 君が君でいるために／森川美穂
- 1994年 - Together光の中で…／貴島サリオ
- 1995年 - OPEN YOUR HEART／吉田朋代
- 1996年 - MADE IN JAPAN／V6
- 1997年 - May Be／BE∀T BOYS
- 1998年 - Be Yourself!／V6
- 1999年 - OPEN THE GATE ／20th Century
- 2000年 - HORIZON／嵐
- 2001年 - はなさない!／嵐
- 2002年 - Eazy Crazy Break Down／嵐
- 2003年 - コイゴコロ／嵐
- 2004年 - Stand Up／NEWS
- 2005年 - きらめきの彼方へ／NEWS
- 2006年 - MY WAY／玉置成実
- 2007年 - マルイチカラ／テゴマス
- 2008年 - Chance to Change／Hey! Say! JUMP
- 2009年 - 情熱JUMP／Hey! Say! JUMP
- 2010年 - ガンバレッツゴー!／Hey! Say! 7
- 2011年 - FLY／Hey! Say! JUMP
- 2012年 - With you／Sexy Zone
- 2013年 - 完全マイウェイ／Sexy Zone
- 2014年 - Shout!!／Sexy Zone
- 2015年 - Trophy／Sexy Zone
- 2016年 - ロマンティックに勝利をつかめ／Sexy Zone
- 2017年 - Stand up! Speak out!／Sexy Zone
- 2018年 - 会いたいよ／Sexy Zone